# هلوتیکا (اورگن)
هلوتیکا (به انگلیسی: Helvetia) یک منطقهٔ مسکونی در ایالات متحده آمریکا است که در شهرستان واشینگتن، اورگن واقع شده‌است.